# Saksahan
Saksahan er en flod i Ukraine, i den sydøstlige del af Dnepr-højlandet. Det er en venstre biflod til Inhulets (Dnepr-bassinet), der slutter sig til Inhulets i byen Kryvyi Rih.
Navnet stammer ifølge nogle kilder fra det tyrkiske ord Saxagan (skade).
Kilden til floden ligger ved landsbyen Malooleksandrivka, Werchnjodniprowsk rajon, i en højde af 140 meter over havet. Floden er 144 km lang (ifølge andre kilder har den en samlet længde på 130 kilometer). Bredden af flodlejet er i gennemsnit 5-15 meter, men nogle steder udvider det sig til 20-40 meter.